# ميلان-سان ريمو 2013
ميلان-سان ريمو 2013 هو سباق دراجات هوائية أقيم بتاريخ 17 مارس 2013، تكون السباق من مرحلة واحدة وامتدّ لمسافة 246 كم بسرعة 43.754 كم/س، استغرق السباق 5 ساعة 37 دقيقة 20 ثانية. فاز به الألماني جيرالد سيوليك وحلّ ثانيا السلوفاكي بيتر ساجان بينما حصل على المركز الثالث السويسري فابيان كانسيليرا.

## الترتيب
| م                     | الدرّاج           | البلد    | الزمن                    |
| --------------------- | ---------------- | -------- | ------------------------ |
| الفائز بالترتيب العام | جيرالد سيوليك    | ألمانيا  | 5 ساعة 37 دقيقة 20 ثانية |
| الثاني                | بيتر ساجان       | سلوفاكيا |                          |
| الثالث                | فابيان كانسيليرا | سويسرا   |                          |